# برودی ملون
برودی ملون (انگلیسی: Brody Malone؛ زادهٔ ۷ ژانویهٔ ۲۰۰۰) ژیمناست هنری اهل ایالات متحده آمریکا است.